# カベラマイド県

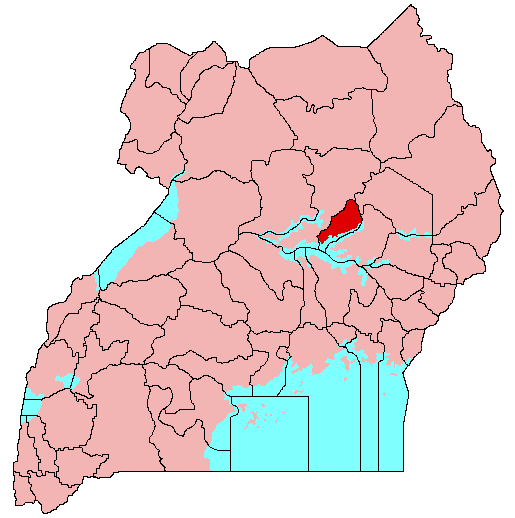
カベラマイド県と2001年から2005年の県境

カベラマイド県 (カベラマイドけん、Kaberamaido District) はウガンダ中東部、キオガ湖とクワニア湖の間の半島の東部、テソ地方西部の県。2001年7月1日にソロティ県から北西部のカベラマイド郡及びカラキ郡が分割され設置された。主な住民はナイル系のクマム族が約65%とテソ族で、2002年の国勢調査人口は 122,924人、2007年度の概算人口は 160,278人。面積は約 1646 km²で、カベラマイドTCを含め9の副郡に33の教区が置かれている。知事に相当する第5地域議会 (LC5) 議長はエングル・ロバート。

## 隣接する県
北東にアムリア県、北西にランゴ地方のドコロ県、北にリラ県、西にアモラタル県、キオガ湖を挟み南西にブソガのカムリ県と接する。

## 交通
北部にはムバレからソロティを通りリラに向かう幹線道が走る。